# 伊藤望
伊藤 望（いとう のぞみ、現姓：澤、1995年2月16日 - ）は、日本の元女子バレーボール選手である。

## 来歴
長崎県佐世保市出身。小学5年次に先輩に誘われてバレーボールを始める。市立日野中学を経て、九州文化学園高校に進学。2012年のぎふ清流国体ではチーム5年ぶりとなる優勝に貢献した。
2012年12月にVプレミアリーグ・東レアローズの内定選手となった。
2013年度の全日本ジュニア代表に選出され、6月ブルノで開催された第17回世界ジュニア選手権に出場。28年ぶりとなるチーム準優勝に貢献した。同年10月の第1回世界U23女子バレーボール選手権に日本代表として出場し、銅メダル獲得に貢献した。
同年12月1日、Vプレミアリーグ対JTマーヴェラス戦の第2セットからスタータとして起用され、7得点（アタック5、ブロック2）をあげプレミアデビューを果たした。
2014年6月、東京オリンピックの強化指定選手である「Team CORE」のメンバーに選出された。その後も東レでミドルブロッカーのレギュラーとして活躍し、2016年度の日本代表にも選出された。
一方で2017/18シーズンはリハビリで出場機会がないなど、引退時に「何度も怪我や手術、リハビリをして折れそうになりました」とコメントしたように、現役生活はケガとの戦いの日々だった。2018/19シーズンは出場セット数は0となったが、翌2019/20シーズンの11月7日に東レの地元・大津市のウカルちゃんアリーナでの久光スプリングス戦の第一セットでリリーフサーバーで登場、サービスエースを決めて復活を印象付けた。しかし出場はこの試合と翌週11月14日のデンソーエアリービーズ戦のみにとどまり、2021年6月1日、東レアローズ公式サイトにて現役引退が発表され、7シーズンにわたる選手生活に幕を下ろした。
翌2022年4月、日本オリンピック委員会（JOC）が実施するトップアスリート引退後のセカンドキャリア支援「アスナビNEXT」の最初の活用ケースとして聖徳大学短期大学部保育科第一部に入学。「スポーツを通じて子供たちと接していく中で、何か役に立てるようになりたいと考えるようになった」と語るなど、第二の人生を歩んでいる。在学中はスポーツ教室を担当していた。2024年卒業。

## 所属チーム
- 相浦西JVC
- 佐世保市立日野中学校
- 九州文化学園高校
- 東レアローズ #18→#15→#10→#5→#3（2013-2021年）

## 球歴
- 全日本ジュニア代表 - 2013年
- 日本代表 - 2016年[8]
- 全日本U-23代表 - 2017年
  - アジアU-23選手権 - 2017年（優勝）

## 個人成績
V.LEAGUEの個人成績は下記の通り（ファイナルステージ、VCup含む）。
| 大会            | チーム          | 出場     | 出場        | アタック | アタック | アタック | アタック | バックアタック | バックアタック | バックアタック | バックアタック | アタック 決定本数 | ブロック | ブロック       | サーブ | サーブ         | サーブ   | サーブ | サーブ | サーブ   | サーブレシーブ | サーブレシーブ | サーブレシーブ | サーブレシーブ | 総得点      | 総得点      | 総得点   | 総得点      |
| --------------- | --------------- | -------- | ----------- | -------- | -------- | -------- | -------- | -------------- | -------------- | -------------- | -------------- | ----------------- | -------- | -------------- | ------ | -------------- | -------- | ------ | ------ | -------- | -------------- | -------------- | -------------- | -------------- | ----------- | ----------- | -------- | ----------- |
| 大会            | チーム          | 試 合 数 | セ ッ ト 数 | 打 数    | 得 点    | 失 点    | 決 定 率 | 打 数          | 得 点          | 失 点          | 決 定 率       | セ ッ ト 平 均    | 得 点    | セ ッ ト 平 均 | 打 数  | ノ 丨 タ ッ チ | エ 丨 ス | 失 点  | 効 果  | 効 果 率 | 受 数          | 成 功 ・ 優    | 成 功 ・ 良    | 成 功 率       | ア タ ッ ク | ブ ロ ッ ク | サ 丨 ブ | 得 点 合 計 |
| V1 2013-14      | 東レ            | 32       | 80          | 325      | 122      | 19       | 37.5     | 0              | 0              | 0              | -              | 1.52              | 27       | 0.34           | 232    | 2              | 6        | 30     | 89     | 12.5     | 8              | 6              | 0              | 75.0           | 122         | 27          | 8        | 157         |
| V1 2014-15      | 東レ            | 26       | 101         | 588      | 213      | 34       | 36.2     | 0              | 0              | 0              | -              | 2.11              | 28       | 0.28           | 306    | 3              | 6        | 28     | 101    | 10.8     | 6              | 6              | 0              | 100.0          | 213         | 28          | 9        | 250         |
| V1 2015-16      | 東レ            | 27       | 99          | 499      | 199      | 29       | 39.9     | 1              | 0              | 0              | 0.0            | 2.01              | 34       | 0.34           | 320    | 4              | 17       | 33     | 116    | 14.6     | 9              | 8              | 0              | 88.9           | 199         | 34          | 21       | 254         |
| V1 2016-17      | 東レ            | 26       | 47          | 142      | 57       | 5        | 40.1     | 0              | 0              | 0              | -              | 1.21              | 15       | 0.32           | 146    | 2              | 2        | 12     | 45     | 10.2     | 3              | 1              | 0              | 33.3           | 57          | 15          | 4        | 76          |
| V1 2018-19      | 東レ            | 11       | 0           | 0        | 0        | 0        | -        | 0              | 0              | 0              | -              | -                 | 0        | -              | 0      | 0              | 0        | 0      | 0      | -        | 0              | 0              | 0              | -              | 0           | 0           | 0        | 0           |
| V1 2020-21      | 東レ            | 7        | 5           | 0        | 0        | 0        | -        | 0              | 0              | 0              | -              | -                 | 0        | -              | 7      | 0              | 1        | 1      | 2      | 17.9     | 0              | 0              | 0              | -              | 0           | 0           | 1        | 1           |
| 通算：6シーズン | 通算：6シーズン | 130      | 332         | 1554     | 591      | 87       | 38.0     | 1              | 0              | 0              | 0.0            | 1.78              | 104      | 0.31           | 1011   | 11             | 32       | 104    | 353    | 10.4     | 26             | 21             | 0              | 80.8           | 591         | 104         | 43       | 738         |

※2017/18シーズンは不出場